# Orup 5 - Jag vände mig om men det var ingen där
Orup 5 eller Jag vände mig om, men det var ingen där är ett studioalbum från 1993 av den svenske popartisten Orup.

## Låtlista
Alla låtar med text och musik av Orup.
1. "Jag är tillbaka" - 3:41
2. "Vid min faders grav" - 4:54
3. "65 & 72" - 4:22
4. "Då kommer jag hem till dej" - 4:53
5. "För ung" - 3:13
6. "Som isarna (när det blir vår)" - 5:07
7. "Hej gamle vän" - 3:51
8. "Det känns som vi setts" - 4:29
9. "Alla bilar tuta" - 3:25
10. "Senast på söndag" - 2:25

## Listplaceringar
| Lista (1993-1994) | Topplacering |
| ----------------- | ------------ |
| Sverige           | 4            |

## Medverkande
- Orup, sång, gitarr
- Sten Booberg - gitarr
- Jan Oldaeus - gitarr
- Sven Lindvall - bas
- Mats Persson - trummor
- Niklas Medin - orgel, piano

### Fotnoter
1. ↑  Orup 5 Arkiverad 19 augusti 2010 hämtat från the Wayback Machine. på www.orup.se. Läst den 8 november 2010.
2. 1 2  Jag vände mig om, men det var ingen där på Svensk mediedatabas. Läst den 8 november 2010.
3. ↑  Placeringar på den svenska albumlistan